# Saint-Jean-du-Cardonnay
Saint-Jean-du-Cardonnay település Franciaországban, Seine-Maritime megyében. Lakosainak száma 1348 fő (2022. január 1.). Saint-Jean-du-Cardonnay Le Houlme, Malaunay, Maromme, Notre-Dame-de-Bondeville, Pissy-Pôville, Roumare és La Vaupalière községekkel határos.

## Népesség
A település népessége az elmúlt években az alábbi módon változott:
| Lakosok száma | 1356 | 1375 | 1411 | 1377 | 1364 | 1351 | 1338 | 1340 | 1348 |
|               | 2013 | 2015 | 2016 | 2017 | 2018 | 2019 | 2020 | 2021 | 2022 |